# Teapa
Teapa är en ort i Mexiko.   Den ligger i kommunen Teapa och delstaten Tabasco, i den sydöstra delen av landet, 700 km öster om huvudstaden Mexico City. Teapa ligger 48 meter över havet och antalet invånare är 26 331.
Terrängen runt Teapa är kuperad åt sydväst, men åt nordost är den platt. Runt Teapa är det ganska tätbefolkat, med 52 invånare per kvadratkilometer. Teapa är det största samhället i trakten. Omgivningarna runt Teapa är en mosaik av jordbruksmark och naturlig växtlighet.